# Château de Beaufort (Hérault)
Pour les articles homonymes, voir Château de Beaufort.
Le château de Beaufort est un château inscrit au titre des monuments historiques, situé sur la commune de Beaufort, dans le département de l'Hérault.

## Historique
L'existence de la seigneurie de Beaufort est attestée par cartulaire dès le XIe siècle.

## Protection
L'ensemble constitué par les façades et toitures du château, le grand escalier avec sa cage, les grand et petit salons du rez-de-chaussée, la chapelle au premier étage de la tour Nord-Ouest avec décor peint, la chambre du premier étage avec son décor de gypseries, la cuisine, le portail Sud-Est et sa grille — le tout cadastré A 282 — fait l’objet d’une inscription au titre des monuments historiques depuis le 21 décembre 1984.